# 付費軟體
付費軟體（英語：Paid software）是指需要以金錢購買使用授權的電腦軟體，大多是商業軟體。例如：作業系統Windows、防毒軟體Kaspersky Anti-Virus、改圖軟體Adobe Photoshop等。